# Де Брюин, Инге
Инге де Брюин (де Брёйн) (нидерл. Inge de Bruijn, МФА: [ˈɪŋə dəˈbrœy̆n]; род. 24 августа 1973, Барендрехт, Южная Голландия) — нидерландская пловчиха, 4-кратная олимпийская чемпионка, 6-кратная чемпионка мира, 5-кратная чемпионка Европы. Трижды являлась рекордсменкой мира на дистанциях 50 и 100 метров свободным стилем, а также 100 метров баттерфляем.

## Биография
Родилась в 1973 году в городе Барендрехт в Южной Голландии. В 1991 году выиграла первую золотую медаль на чемпионате Европы, впервые чемпионкой мира стала в 1999 году. На Олимпийских играх в Сиднее стала 3-кратной чемпионкой и завоевала серебряную медаль в составе эстафетной команды. Следующие Олимпийские игры возвели спортсменку в ранг 4-кратной чемпионки, помимо золотой награды в Афинах выиграла ещё серебряную и 2 бронзовые награды.
В марте 2007 года официально ушла из большого спорта.

## После спорта
Была лицом голландского бренда белья Sapph, вместе с кикбоксером Реми Боньяски — лицом мужской линии этого бренда.